# Epithelantha
Genre
Epithelantha est un genre de plantes à fleurs de la famille des Cactaceae.
Deux espèces le compose: Epithelantha bokei et Epithelantha micromeris.

## Description
- Les Epithelantha sont des cactées miniatures cespiteuses, la tige aux dimensions de 1 à 6 cm de diamètre, est recouverte d'épines fines et blanches.
- Les fleurs sont blanches ou roses, discrètes et apparaissant à l'apex, elles sont autofertiles.
- Les fruits sont rouges à maturité (0,5 à 2 cm de long) et contiennent des graines noires en petit nombre.

## Répartition
Amérique du Nord : Nord-ouest du Mexique (Coahuila, San Luis de Potosi et Nuevo Léon) ainsi que dans l'est de l'Arizona, au Nouveau-Mexique et dans l'ouest du Texas.

### Habitat
Sur les buttes de sols calcaires, en zone rocheuse.

## Culture
Les Epithelantha ont une croissance lente, elles supportent, au sec, des températures allant jusqu'à -10°.
Le substrat doit être minéral et calcaire de préférence et l'exposition est le plein soleil (après acclimatation).

## Étymologie
- Epithelantha tient son nom du grec, signifiant "fleur (anthos), au-dessus (epi), du tubercule (thele)", faisant référence  à la position de la fleur près de l'apex du tubercule.

## Liste d'espèces
- Epithelantha bokei
- Epithelantha micromeris
  - Epithelantha micromeris subsp. greggii
  - Epithelantha micromeris subsp. micromeris
  - Epithelantha micromeris subsp. pachyrhiza
  - Epithelantha micromeris subsp. polycephala
  - Epithelantha micromeris subsp. unguispina